# Teinopodagrion mercenarium
Teinopodagrion mercenarium är en trollsländeart som först beskrevs av Hagen 1869.  Teinopodagrion mercenarium ingår i släktet Teinopodagrion och familjen Megapodagrionidae. Inga underarter finns listade i Catalogue of Life.